# 上等。シリーズ
『上等。シリーズ』（じょうとうシリーズ）は、三浦勇雄による日本のライトノベル。イラストは屡那が担当。第1回MF文庫Jライトノベル新人賞審査員特別賞受賞。MF文庫J（メディアファクトリー）より2005年10月から2007年4月まで刊行された。

## あらすじ
五十嵐鉄平は、クリスマスの時に異世界から来たという槍ヶ岳と名乗る全身真っ赤な女性に「薄幸少女を救うサンタクロース役に選ばれた」と言われる。渋々承諾した鉄平の救うべき相手とは、クラスメイトの美少女・古都ゆかりだった…。

## 登場人物

### 羽原羽高校の生徒
五十嵐鉄平（いがらし てっぺい）
主人公。羽原羽高校3年生（初登場時は2年生）。毎回槍ヶ岳が起こす「企画」に巻き込まれている。常に槍ヶ岳の行動に突っ込み、泣き言を言いながらもゆかりと自分の身に降りかかる事件を片付けていく。非常にキレやすい。
古都ゆかり（こと ゆかり）
羽原羽高校3年生（初登場時は2年生）。鉄平のクラスメイト。2年生のときに両親を亡くし、その時に鉄平に優しい（鉄平本人は「無責任」と思っている）言葉をかけてもらったことを覚えている。実は大企業の後継者で、毎日忙しい。
藤森文七（ふじもり ぶんしち）
羽原羽高校3年生（初登場時は2年生）。鉄平のクラスメイトであり悪友。『ホワイトデー上等。』からは毎回登場し槍ヶ岳のサポートをしたりしたこともあった。将来は実家の酒屋を継ぐつもりだったらしいがなぜか進学クラスにいる。『エトセトラ上等。』では主役の一人となる。ヘラヘラしていて、軽薄的な印象を持つが、親友のことを思う気持ちは並じゃなく、鉄平ほどではないが、行動力に優れ、どんな状況下においても、冷静でいられるという太い神経の持ち主。
滝本柚子（たきもと ゆず）
羽原羽高校1年生。『エトセトラ上等。』から登場。夏休みに、学校の補習を受けに来ていた文七に屋上に居た所を発見され、彼と会話するようになった。

### 百合百合学園の生徒
霧島曜子（きりしま ようこ）
百合百合学園高等部3年生（初登場時は2年生）で、琴部部長。『バレンタイン上等。』から登場。文七を除く羽原羽高校の主な生徒とはバレンタインの企画で知り合った。鉄平やゆかりと比べると精神面が弱いイメージを受けてしまうが、むしろこっちの反応の方が普通。バレンタインの一件からゆかりのことが頭から離れなくなったらしく、それ以来ゆかりを敬愛するようになる。
日向あひる（ひなた あひる）
百合百合学園高等部1年生。曜子の後輩であり、琴部部員。『エトセトラ上等。』から登場。自分が同性愛者だということでクラスメイトからいじめられていた。

### 別世界の人々
槍ヶ岳（やりがたけ）
毎度毎度鉄平をトラブルに巻き込む女性。内界にてテレビ放送局「お気楽テレビ」（略してOTV）の高視聴率をマークする人気番組「ザ・外界ウォッチング」のリポーターをやっている。行事ごとにそれぞれ違う色ずくめのスーツと下縁眼鏡とパンツ（？）を着用している。鉄平の姉「五十嵐豆子」を詐称することもしばしば（ちなみに、その時には語尾に必ず「デス」をつける）。
一本釣（いっぽんづり）
OTVのディレクターであり第二世界の生命体。イヴの企画は彼が考えたらしい。
ハヤミマコト
「擬態」と呼ばれる能力を有した第二世界の生命体の生き残り。名前などの個性を本来持たない便宜上こう呼んでいる。
大目玉（おおめだま）
『バレンタイン上等。』から登場。お気楽テレビのライバルのブラックユーモアを主とするブラックテレビ（略してBTV）の専属リポーター。常に黒ずくめのスーツ、眼鏡を着用。
灰原 一太郎（はいばら いちたろう）
『バレンタイン上等。』から登場。 KOTOの社長第一秘書。
越後屋（えちごや）
『フェスティバル上等。』から登場。槍ヶ岳の後輩であり、OTVに勤めている。槍ヶ岳のまねをすることが多く、本人からも煙たがられている。
五寸釘（ごすんくぎ）
『フェスティバル上等。』から登場。反他世界交流派の第一人者で越後屋の推測だと学祭の黒幕。かなりの戦闘能力を持つ。
紫露草、紫詰草（むらさき つゆくさ、むらさき つめくさ）
『フェスティバル上等。』から登場。戦闘に特化した、第二世界の生命体の生き残り。

## 世界観
地球という世界はいくつか異なる次元の世界で出来ている。第一世界（ザ・ファースト）、第二世界（ザ・セカンド）、第三世界（ザ・サード）が今のところ登場している。
第一世界（ザ・ファースト）
槍ヶ岳が所属する世界。別名「内世界」、その世界の人種を「内界人」と呼ぶ。生活・服装に関しては第三世界と大して変わらないものの、かなりの技術を持つ。
第二世界（ザ・セカンド）
第一世界と第三世界の狭間に存在した世界。既に滅びて第一世界と第三世界の橋渡しの役目を負っている。
第三世界（ザ・サード）
五十嵐鉄平、古都ゆかりが所属する世界。別名「外世界」、その世界の人種を「外界人」と呼ぶ。第一世界との接触はほぼなく、あったとしても記憶消去されてしまう（だから五十嵐鉄平、古都ゆかりなどはあくまでも例外）。至って普通。

## 評価
第1回MF文庫Jライトノベル新人賞にて審査員特別賞を受賞した。同賞で審査員を務めた榊一郎は本作を以下のように評している。

## 既刊一覧
- 三浦勇雄（著）・屡那（イラスト）、メディアファクトリー〈MF文庫J〉、全8巻
  - 『クリスマス上等。』、2005年10月25日発売[3]、ISBN 4-8401-1428-5
  - 『バレンタイン上等。』、2006年1月25日発売[4]、ISBN 4-8401-1483-8
  - 『ホワイトデー上等。』、2006年2月24日発売[5]、ISBN 4-8401-1506-0
  - 『ジューンブライド上等。』、2006年5月25日発売[6]、ISBN 4-8401-1540-0
  - 『エトセトラ上等。』、2006年8月25日発売[7]、ISBN 4-8401-1595-8
  - 『フェスティバル上等。』、2006年11月24日発売[8]、ISBN 4-8401-1745-4
  - 『サクラ上等。』、2007年3月23日発売[9]、ISBN 978-4-8401-1823-1
  - 『サクラサク上等。』、2007年4月25日発売[10]、ISBN 978-4-8401-1839-2

2007年より台湾・東立出版社が繁体字中文版を刊行しているが、中文版の表題は「聖誕節萬歳」のように「上等。」が「萬歳」（バンザイ）と訳されている。